# Trachyphrynium braunianum
Trachyphrynium braunianum är en strimbladsväxtart som först beskrevs av Karl Moritz Schumann, och fick sitt nu gällande namn av John Gilbert Baker. Trachyphrynium braunianum ingår i släktet Trachyphrynium och familjen strimbladsväxter. Inga underarter finns listade.